# Udara arfaki
Udara arfaki är en fjärilsart som beskrevs av Bethune-Baker 1909. Udara arfaki ingår i släktet Udara och familjen juvelvingar. Inga underarter finns listade i Catalogue of Life.